# Єшхак I
Єшхак I — негус Ефіопії з Соломонової династії. Був другим сином імператора Девіта I.

## Життєпис
Його правління позначилось повстанням бет Ісраел. У відповідь імператор вирушив на Вегеру, де винищив повстанців, придушивши заколот. Окрім того, він збудував у тих землях церкву Дебре Єшхак на честь своєї перемоги. Пізніше Єшхак вторгся до територій Шанкелла, де бився проти синів Са'ад ад-Діна II, який повернувся з вигнання з Аравії.
Єшхак намагався налагодити контакти з європейськими правителями. Він надіслав листа Альфонсо Арагонському, який став королем 1428 року. У тому листі Єшхак пропонував арагонському правителю союз проти мусульман, а також пропонував одружити інфанта Дона Педро зі своєю дочкою.